# Oldroydiana calceatus
Oldroydiana calceatus là một loài ruồi trong họ Asilidae. Oldroydiana calceatus được Oldroyd miêu tả năm 1958.